# Rävholmen
Rävholmen är en ö i Finland. Den ligger i Finska viken och i kommunen Borgå i den ekonomiska regionen  Borgå i landskapet Nyland, i den södra delen av landet. Ön ligger omkring 31 kilometer öster om Helsingfors.
Öns area är 39,6 hektar och dess största längd är 0,9 kilometer i öst-västlig riktning. Ön höjer sig omkring 30 meter över havsytan.